# Leandro Bassano
Pour les articles homonymes, voir Bassano.
Leandro Bassano ou Leandro dal Ponte (Bassano del Grappa, 1557 – Venise, 15 avril 1622) est un peintre italien maniériste de l'école vénitienne, le plus jeune frère de Francesco Bassano le Jeune et le fils de Jacopo Bassano, du nom de leur ville natale près de Venise.

## Biographie
Leandro étudie et pratique l'art pictural avec ses frères dans l'atelier paternel, mais le quitte quand Francesco ouvre une boutique à Venise en 1578. Il séjourna lui-même à Venise avec son père entre 1577 et 1578.
Sa manière personnelle ne peut être mise en évidence avant 1570, dans les sujets bibliques et pastoraux. Il peint également des peintures religieuses et des portraits dans le style du Tintoret.
Revenu aider son père à Bassano del Grappa depuis 1575, il devint autonome dans l'atelier à partir de 1580 environ.
En 1587, il se marie et choisit lui aussi d'aller à Venise en 1588, où il resta jusqu'à sa mort, mis à part de fréquents aller et retours à Bassano pour s'occuper de l'atelier.
Quand son frère Francesco se suicide à la mort de leur père en 1592, il reprend l'atelier de Venise et termine les toiles du palais des Doges. Il se chargea aussi pour son propre compte d'en peindre d'autres. Il est fait chevalier en 1596, pour son portrait du doge Marino Grimani.
Il se consacra surtout aux portraits et aux retables, laissant à ses assistants le reste de la production. Il peint aussi des sujets à la mode comme son Concert, conservé à la Galerie des Offices et sa Scène de cuisine, au musée d'art de l'université de l'Indiana.

## Œuvres

### Portraits
- Vieil homme, huile sur toile, musée des beaux-arts de Budapest
- Vieil homme, huile sur toile, Teatro olimpico Vivenza
- Vieille femme, huile sur toile, musée de l'Ermitage
- Homme, huile sur toile, Ringling Museum of Art of Art de Sarasota en Floride
- Homme, huile sur toile, musée d'art d'Indianapolis
- Homme, huile sur toile, musée des beaux-arts de l'Ontario
- Veuve aux dévotions, huile sur toile, collection privée
- La Tisserande, dite Pénélope défaisant son ouvrage (entre 1575 et 1585), musée des beaux-arts de Rennes
- Procurateur de San Marco, huile sur toile, Ashmolean Museum
- Portrait de Bastiano Gardalino, huile sut toile, palais des beaux-arts de Lille
- Suonatore di Liuto, huile sur toile
- Giovanni Francesco Sagredo, huile sur toile, Ashmolean Museum[2]
- Portrait du seigneur de Grammont, ou Portrait d'un gentilhomme à l'épée, 1593, huile sur toile, 112 × 85 cm, coll. particulière

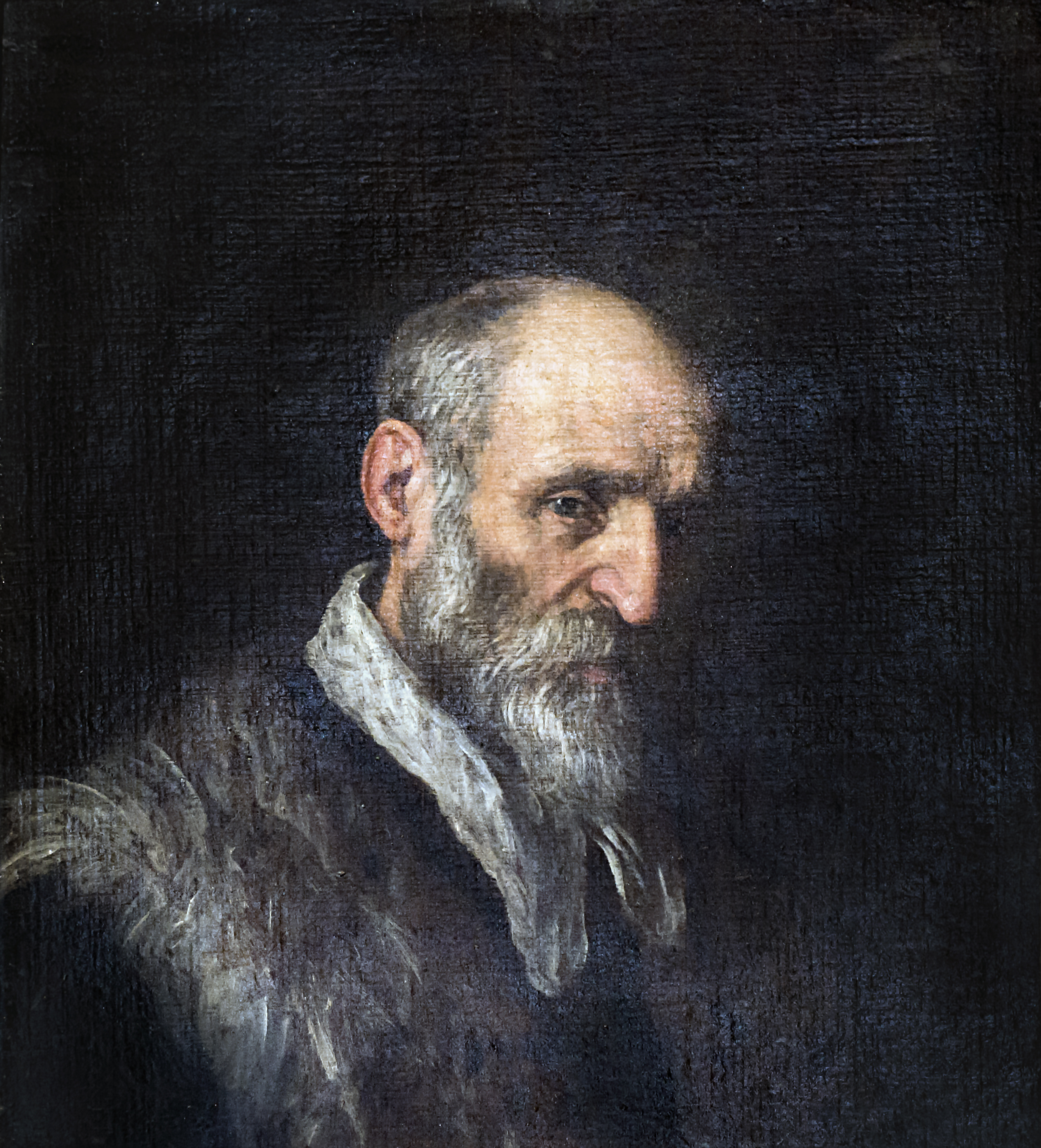
Vieil homme Teatro olimpico Vivenza
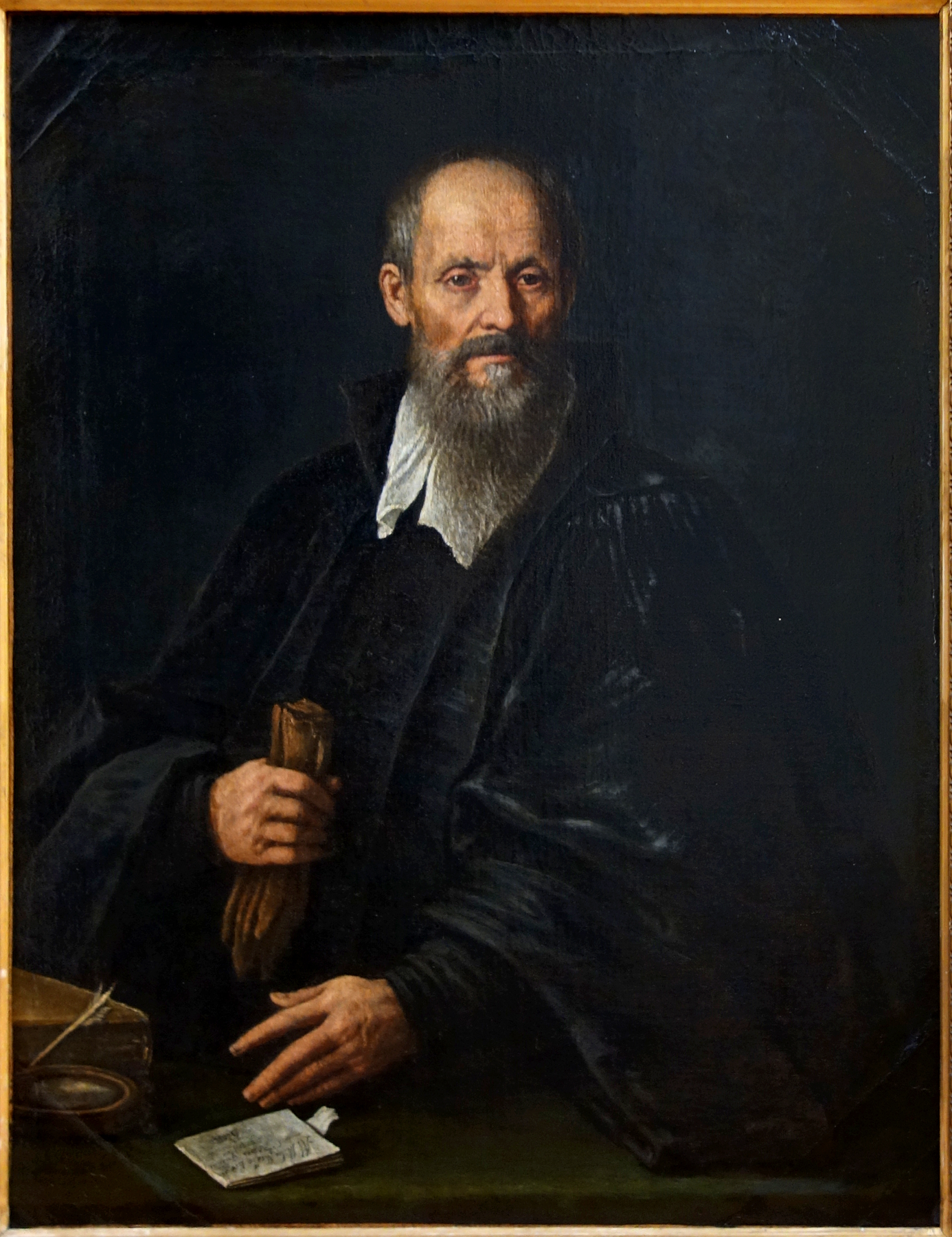
Portrait de Bastiano Gardalino Palais des beaux-arts de Lille
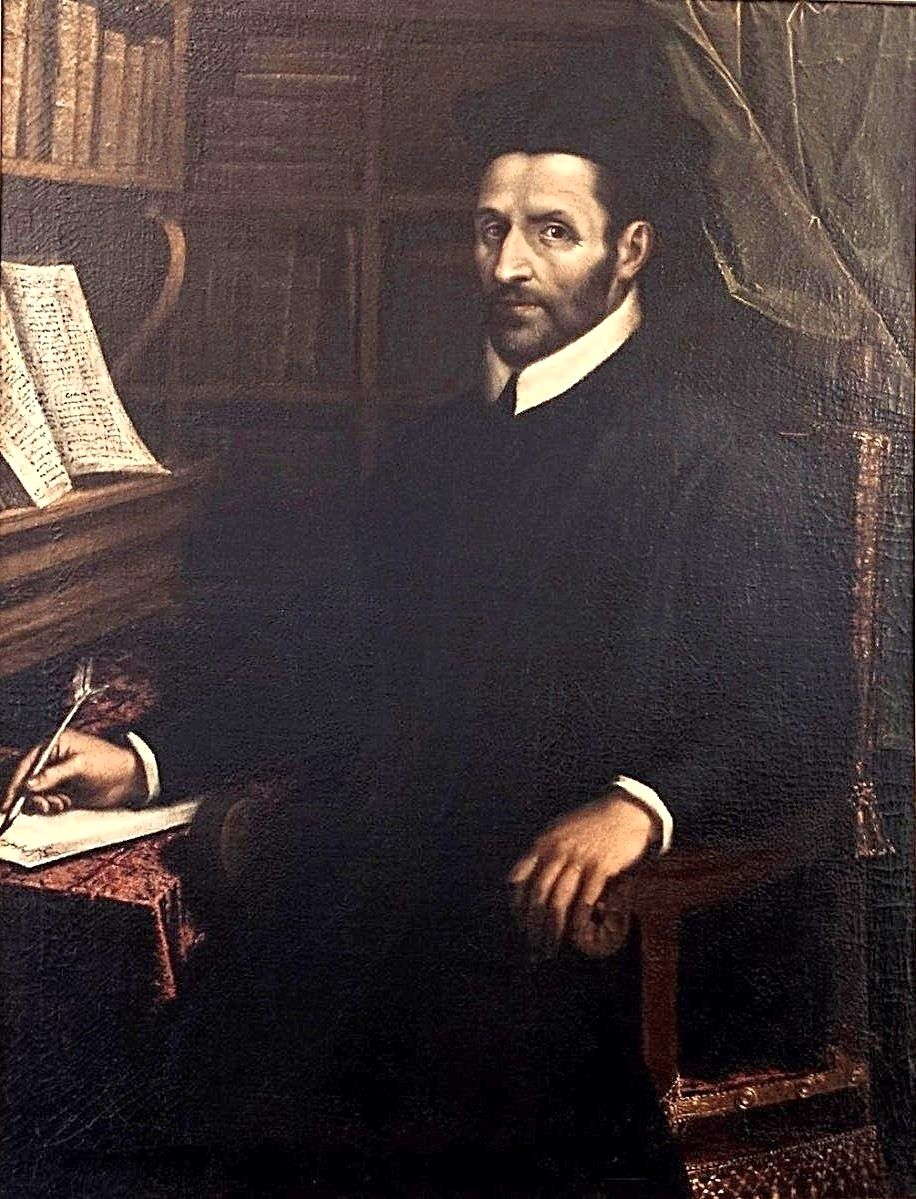
Portrait d'un savant Collection privée
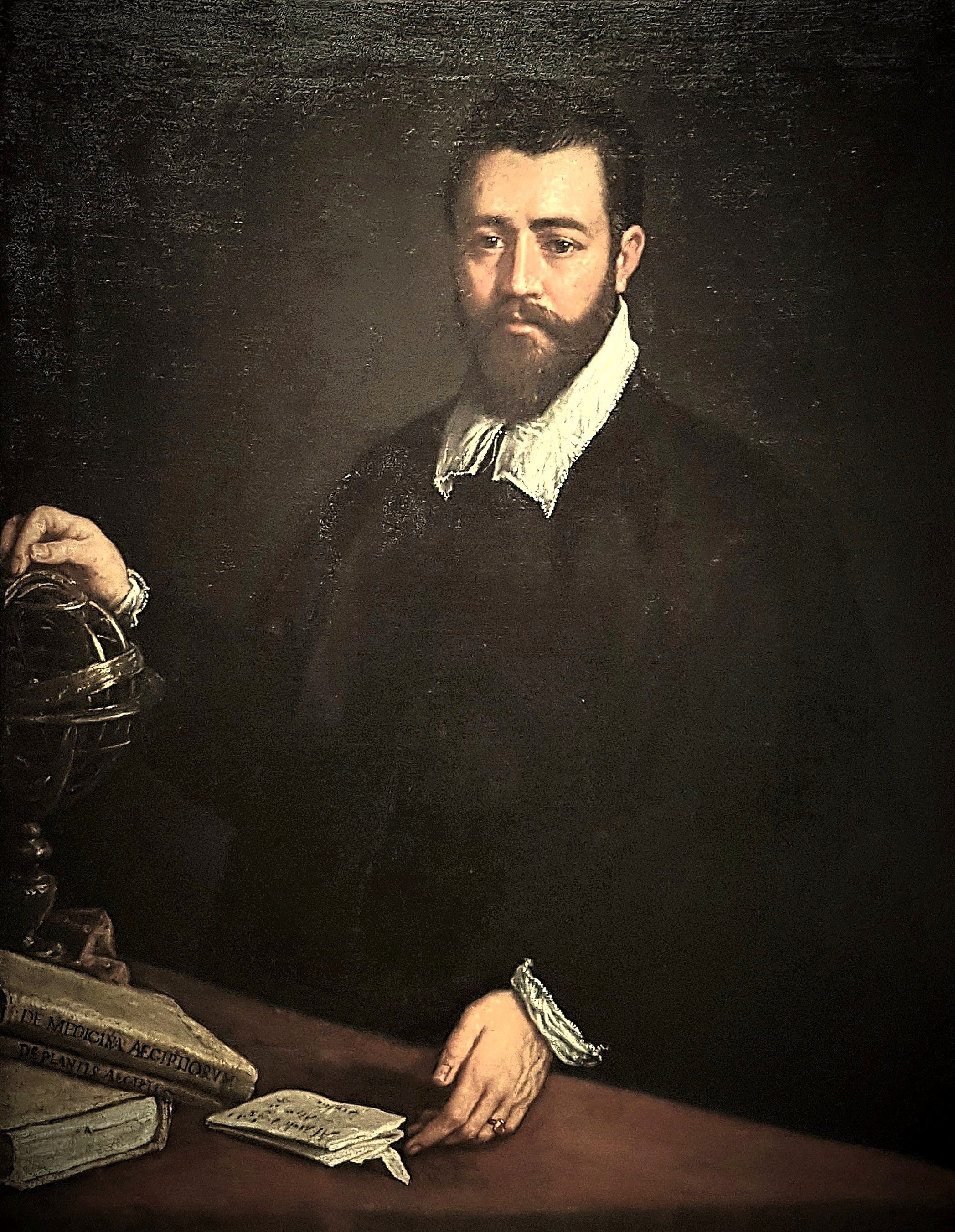
Portrait de Prospero Alpini Staatsgalerie
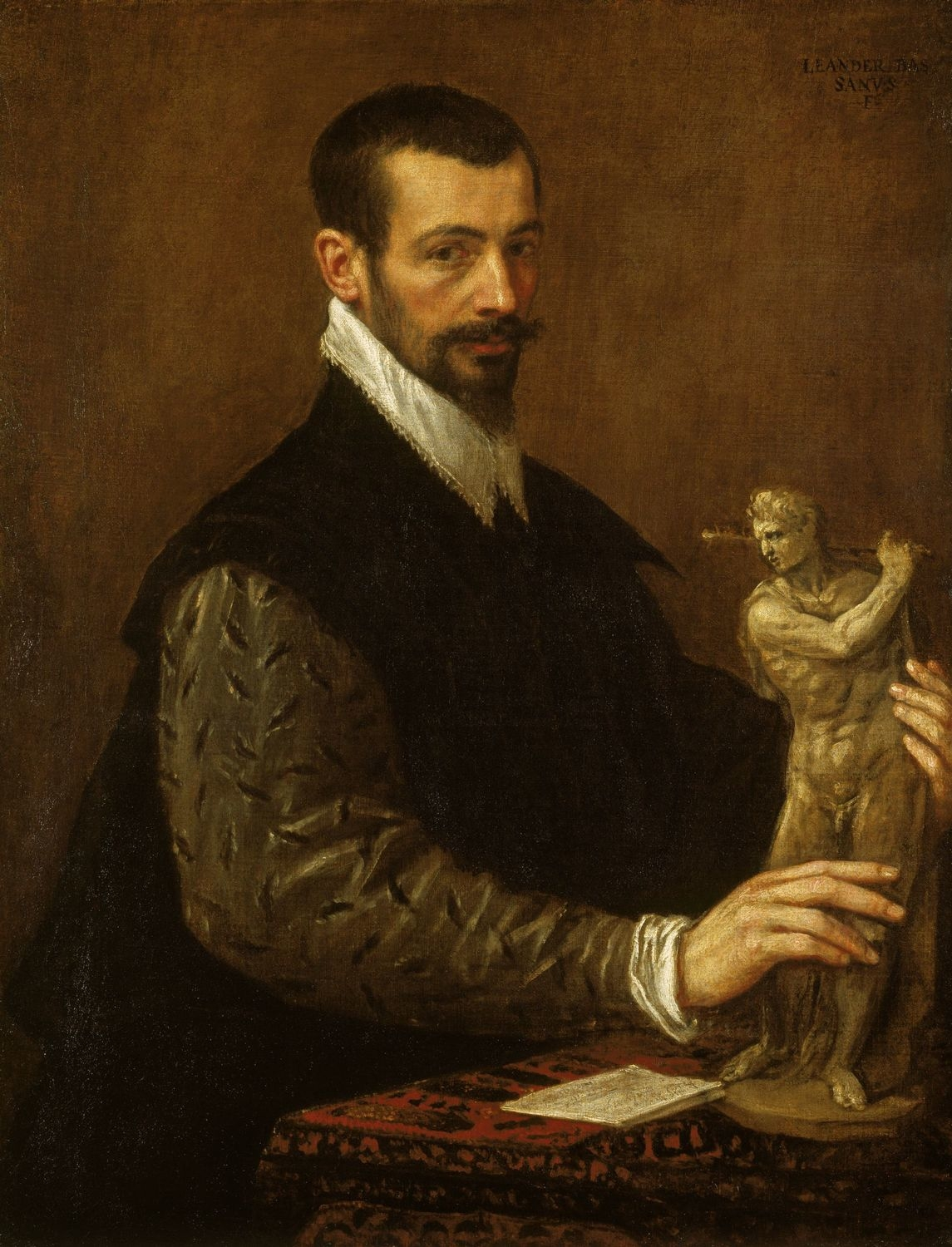
Portrait de Tiziano Aspetti Royal Collection
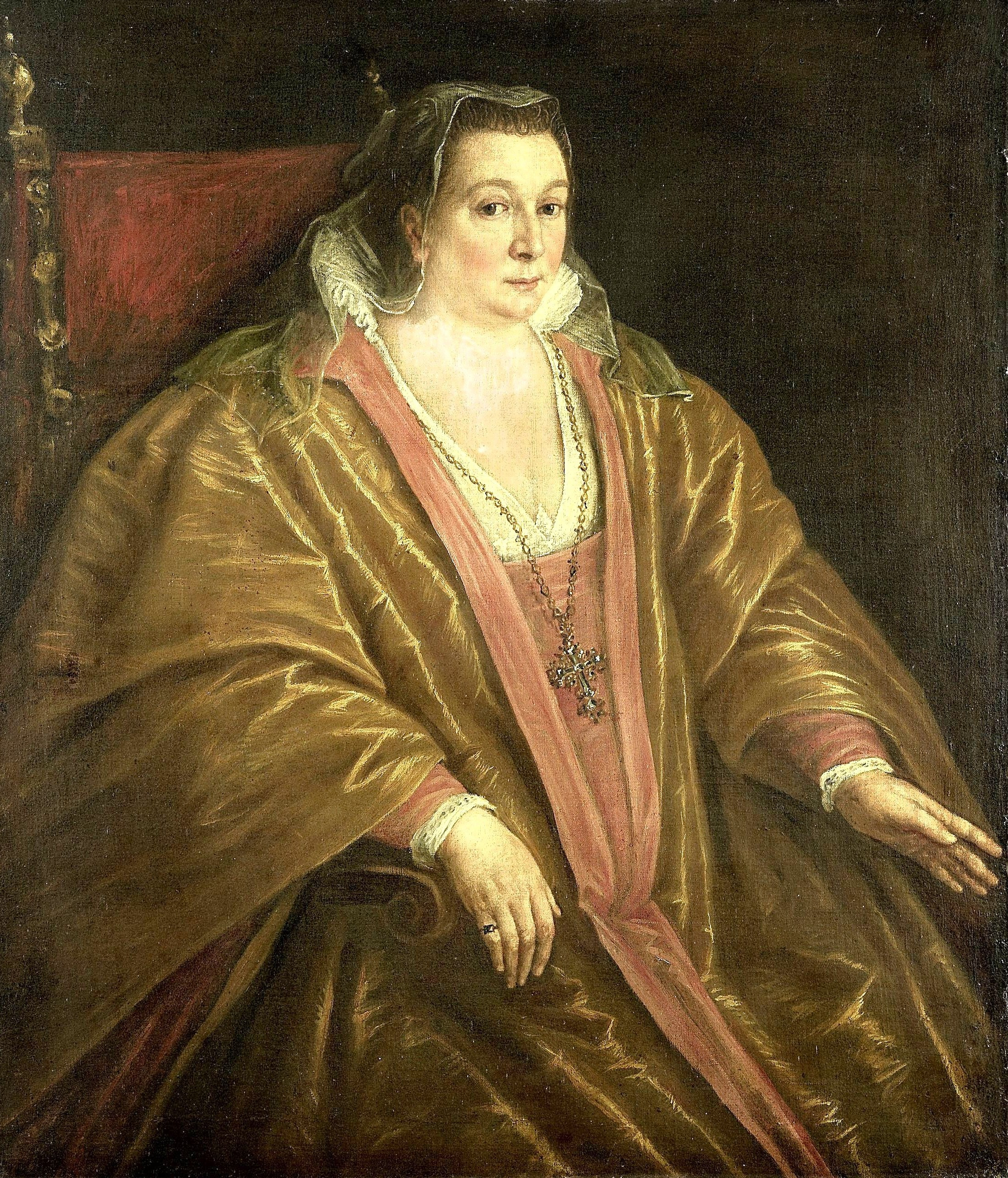
Portrait de femme, probablement Morosina Morosini, épouse de Marino Grimani Rijksmuseum Amsterdam

### Sujets religieux
- Saint Hyacinthe marchant sur l'eau de la rivière Dniepr San Zanipolo Venise 1610
- La Trinité San Zanipolo Venise 1610
- La Gloire de Saint Augustin, retable, église San Geremia Venise (1619-1622)
- Transport du corps de la Vierge au tombeau, huile sur toile, chapelle de Sant’Atanasio, église de San Zaccaria, Venise
- Vierge à l'Enfant avec saint François d'Assise, huile sur toile, Ca' Rezzonico, Venise
- La résurrection de Lazare, huile sur toile, Galeries de l'Académie de Venise
- Ange, huile sur toile, musée national de Belgrade
- Les Noces de Cana, huile sur toile, musée du Louvre
- L'Incrédulité de saint Thomas, huile sur toile, musée de l'Ermitage
- Moïse brisant le rocher, huile sur toile, musée du Louvre
- Jésus chassant les marchands du Temple, huile sur toile, musée des beaux-arts de Lille
- Chemin de Croix, huile sur ardoise noire, musée de l'Ermitage
- Le Christ à la maison de Simon le Pharisien, craie sur papier, Fitzwilliam Museum
- Le Jugement dernier, huile sur cuivre, Birmingham Museum of Art
- La Tour de Babel, huile sur toile, National Gallery, Londres
- L'Adoration des bergers (d'après Jacopo Bassano), craie sur papier, Galerie nationale d'Écosse

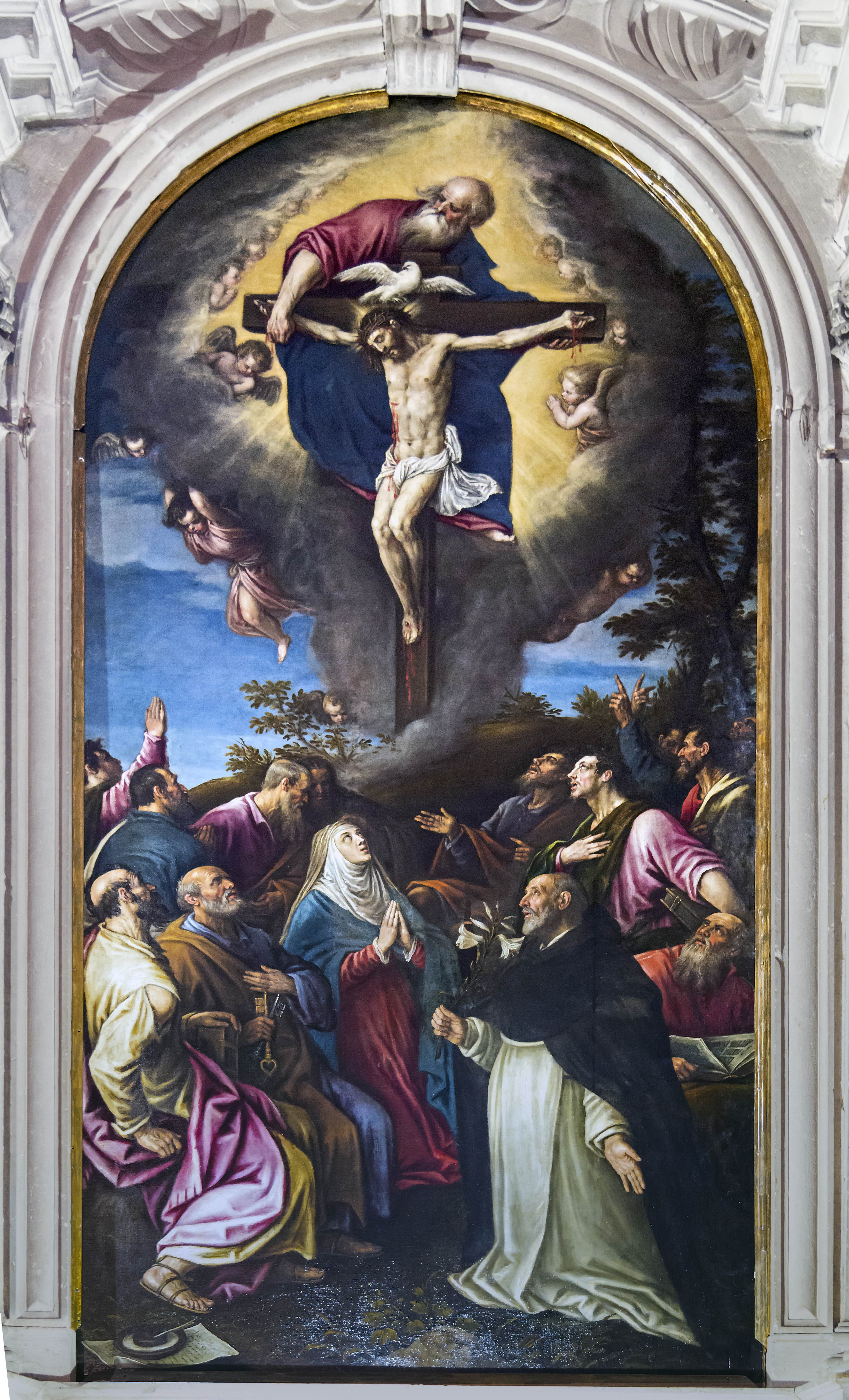
La Trinité, San Zanipolo, Venise
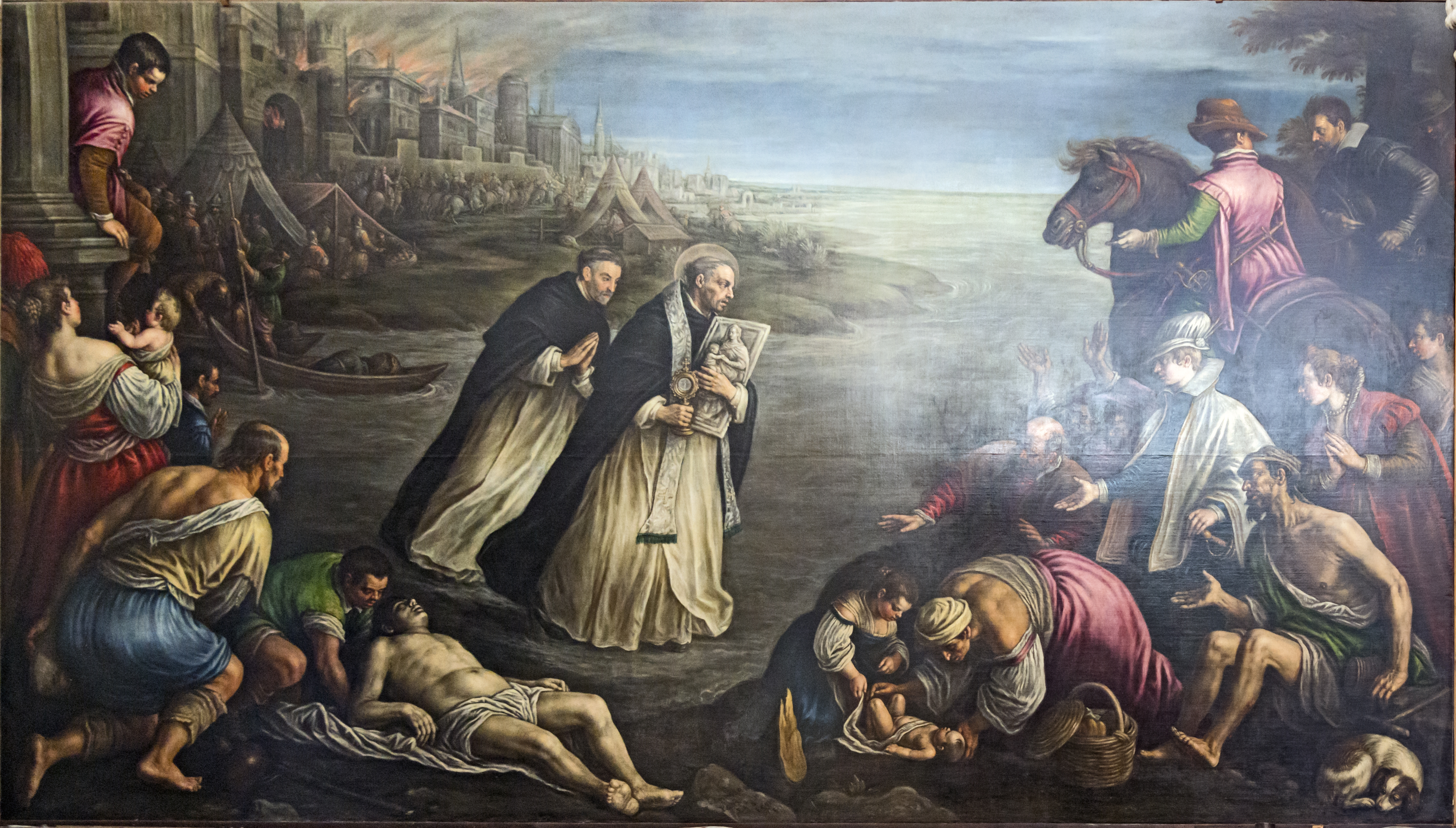
Saint Hyacinthe marchant sur l'eau de la rivière Dniepr
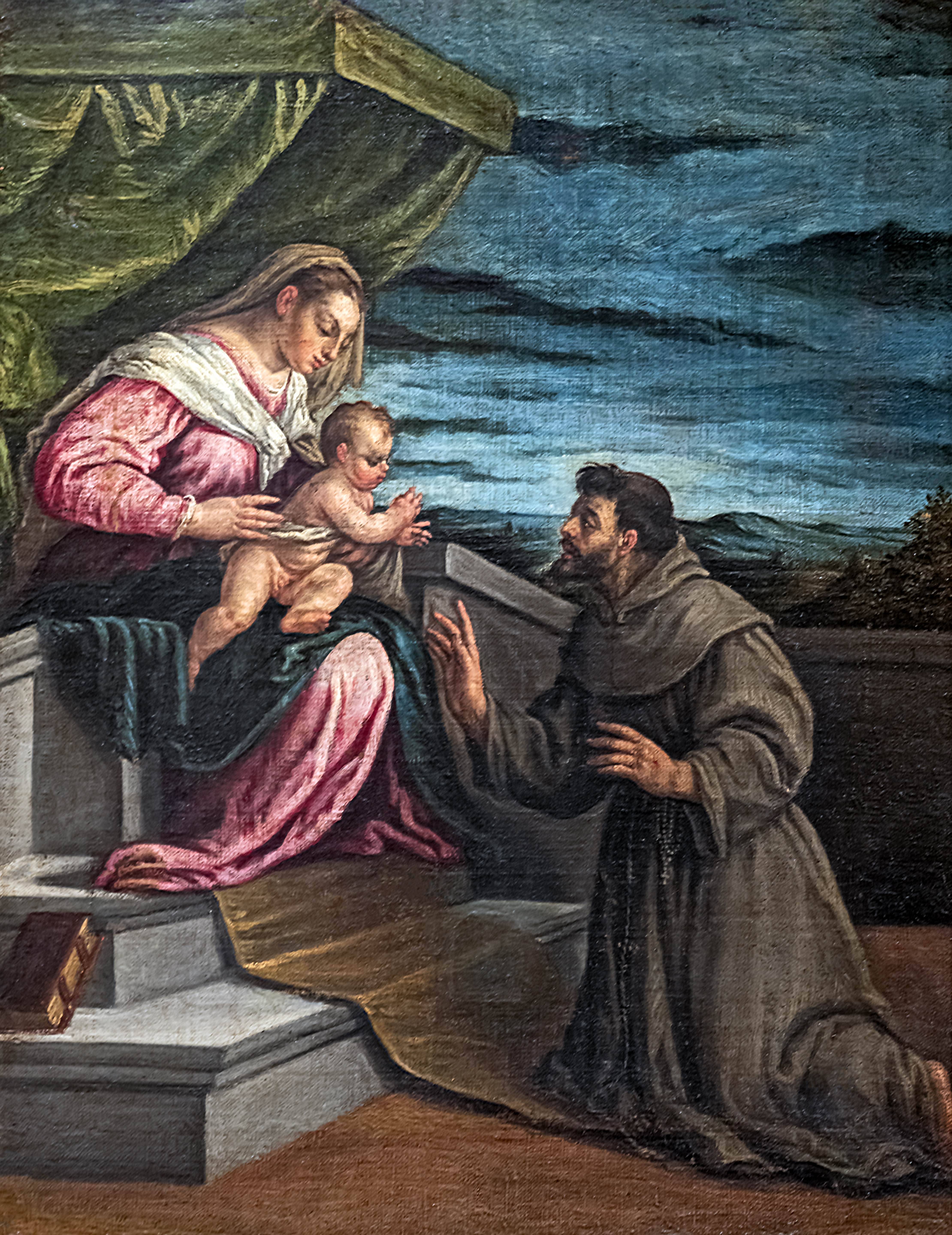
Vierge à l'Enfant avec saint François d'Assise, Ca' Rezzonico, Venise
La résurrection de Lazare, Galeries de l'Académie de Venise
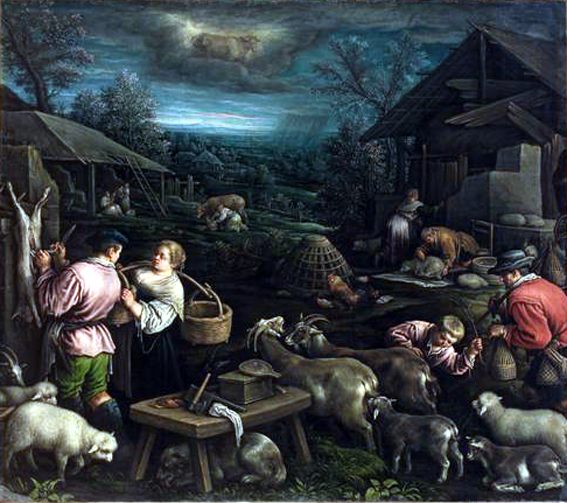
Avril Musée d'histoire de l'art de Vienne
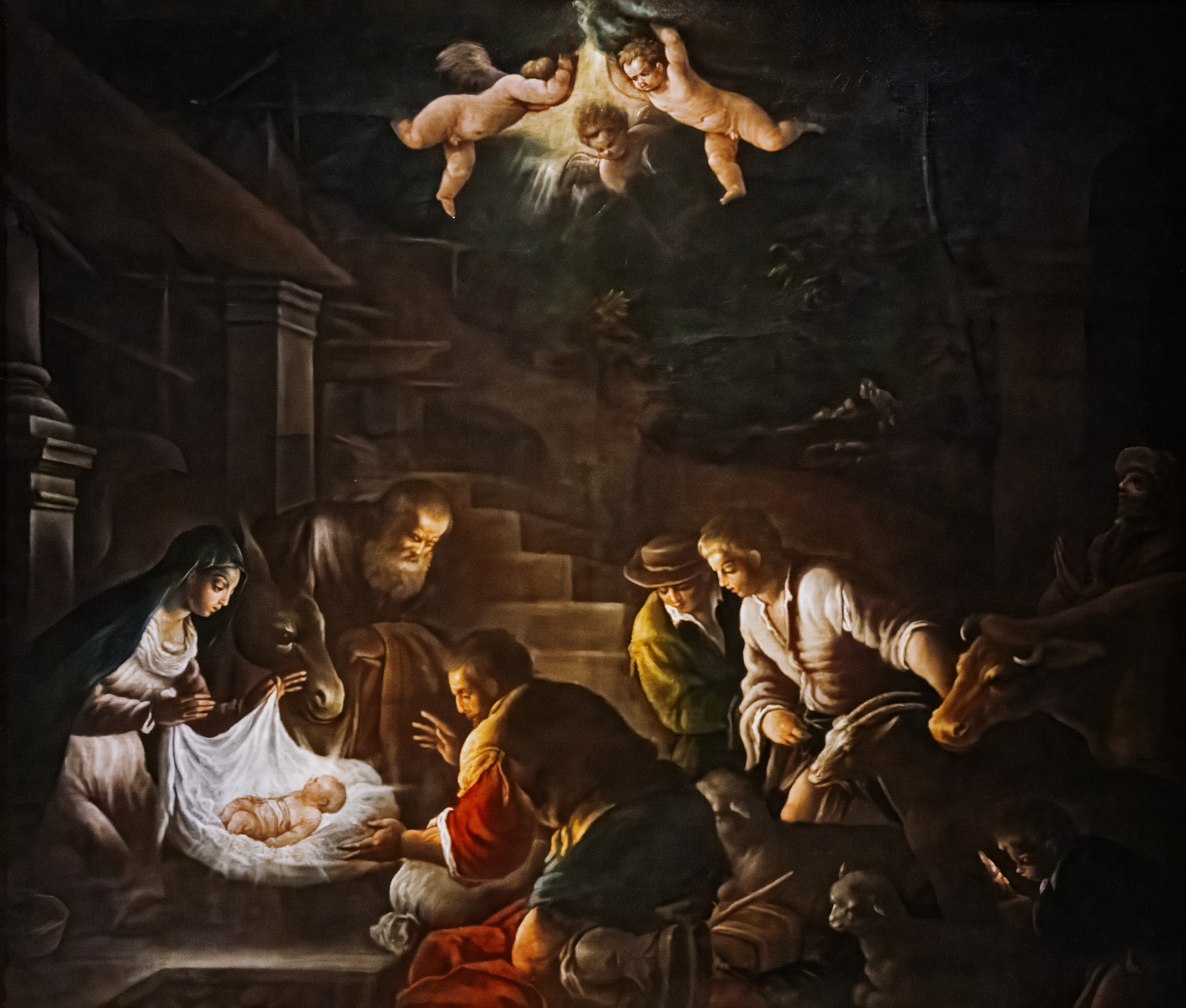
Adoration des bergers, Musei Civici - Santa Caterina à Trévise

### Autres
- Concert, v. 1590, huile sur toile, 114 × 178 cm, musée des Offices, Florence[3]
- Scène de cuisine, huile sur toile, musée d'art de l'université de l'Indiana
- Bérénice, huile sur toile de jute, Ca' Rezzonico, Venise
- Lucrèce, huile sur toile, Galeries de l'Académie de Venise
- Marché aux Poissons au bord de la mer, vers 1578, huile sur toile, musée des beaux-arts d'Angoulême

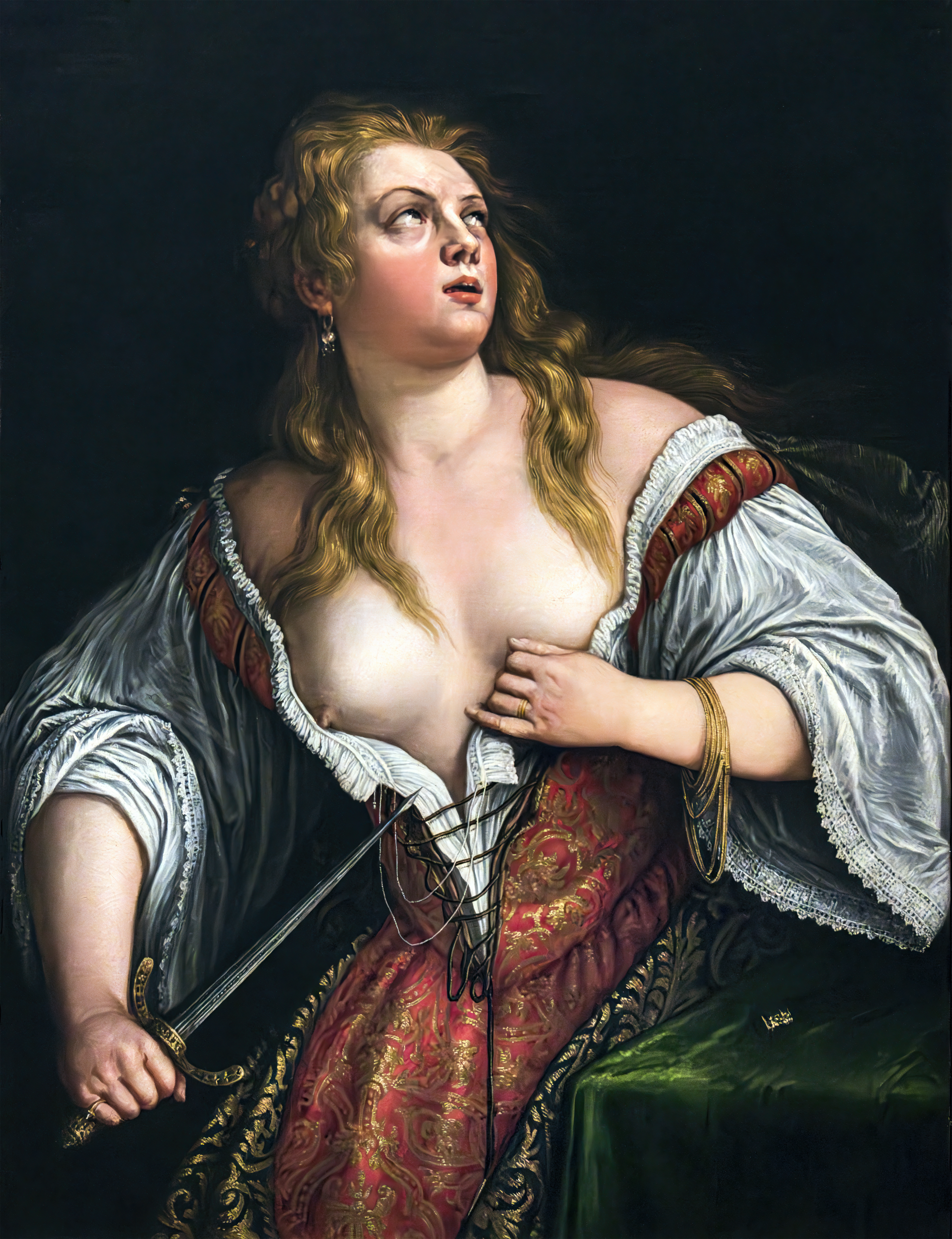
Lucrèce, Galeries de l'Académie de Venise

## Crédit d'auteurs
- (en) Cet article est partiellement ou en totalité issu de l’article de Wikipédia en anglais intitulé « Leandro Bassano » (voir la liste des auteurs).